# Luca Zingaretti
Luca Zingaretti (Roma, 11 de novembre de 1961) és un actor italià de cinema, teatre, i televisió.
Des del 1999 interpreta el paper del comissari Salvo Montalbano a la coneguda sèrie de la RAI Il Commissario Montalbano, basada en les novel·les de l'escriptor Andrea Camilleri, que a Catalunya ha estat emesa i reposada per la cadena privada 8tv doblada al castellà. Zingaretti ha tingut un gran èxit amb la seva caracterització d'aquest personatge sagaç i intel·ligent però impacient i brusc de maneres, sibarita amb el menjar, juganer amb les dones però alhora insegur dels seus sentiments.
El 2003 va rebre el títol de Cavaller de l'Orde al Mèrit de la República Italiana.

## Filmografia
- (1987) Gli occhiali d'oro, dir. Giuliano Montaldo
- (1993) E quando lei morì fu lutto nazionale, dir. Lucio Gaudino
- (1993) Abissinia, dir. Francesco Martinotti
- (1994) Il branco, dir. Marco Risi
- (1994) Maratona di Nueva York, dir. Marina Spada
- (1994) Senza pelle, dir. Alessandro D'Alatri
- (1995) Castle Freak, dir. Stuart Gordon
- (1995) L'anno prossimo vado un letto alle dieci, dir. Angelo Orlando
- (1996) Vite strozzate, dir. Ricky Tognazzi
- (1997) Les couleurs du diable, dir. Alain Jessua
- (1997) Artemisia, dir. Agnès Merlet
- (1998) Rewind, dir. Sergio Gobbi
- (1998) Tu ridi, dir. Paolo i Vittorio Taviani
- (1999) L'anniversario, dir. Mario Orfini
- (1999) Oltremare - No è l'América, dir. Nello Correale
- (2000) Sei venido sei, varios directores
- (2000) Il furto del tesoro, dir. Alberto Sironi
- (2002) Texas '46, dir. Giorgio Serafini
- (2003) Prima dammi un bacio, dir. Ambrogio Lo Giudice
- (2005) Alla luce del sole, dir. Roberto Faenza
- (2005) I giorni dell'abbandono, dir. Roberto Faenza
- (2006) No prendere impegni stasera, dir. Gianluca Maria Tavarelli
- (2006) A casa nostra, dir. Francesca Comencini
- (2006) Mio fratello è figlio unico, dir. Daniele Luchetti
- (2007) Tutte le donne della mia vita, dir. Simona Izzo
- (2008) Sanguepazzo, dir. Marco Tullio Giordana
- (2010) Amici miei 400, dir. Neri Parenti
- (2010) Il figlio più piccolo, dir. Pupi Avati
- (2010) La nostra vita, dir. Daniele Luchetti
- (2010) Noi credevamo, dir. Mario Martone
- (2011) Kryptonite!, dir. Ivan Cotroneo
- (2011) Mozzarella Stories, dir. Edoardo De Angelis
- (2012) Il comandante e la cicogna, dir. Silvio Soldini
- (2014) Les vacances du petit Nicholas, dir. Laurent Tirard
- (2014) Perez., dir. Edoardo De Angelis
- (2015) Tempo instabile con probabili schiarite, dir. Marco Pontecorvo
- (2018) Il vegetale, dir. Gennaro Nunziante
- (2018) La terra dell'abbastanza, dir. Damiano D'Innocenzo i Fabio D'Innocenzo

## Televisió
- (1990) Il giudice istruttore, dir. Florestano Vancini i Gianluigi Calderone
- (1991) Una questione privata, dir. Alberto Negrin
- (1993) Il giovane Mussolini, dir. Gianluigi Calderone
- (1993) L'ombra della sera, dir. Cinzia TH Torrini
- (1997) La piovra 8 - Lo scandalo, dir. Giacomo Battiato
- (1998) Secuestro-La sfida, dir. Cinzia TH Torrini
- (1999@–present) Il commissario Montalbano, dir. Alberto Sironi (26 televisió-pel·lícules)
- (1999) Operazione Odissea, dir. Claudio Fragasso
- (1999) Jesus , dir. Robert Young
- (2002) Perlasca, un eroe italiano, dir. Alberto Negrin
- (2002) Incompreso, dir. Enrico Oldoini
- (2003) Doppio agguato, dir. Renato De Maria
- (2005) Cefalonia, dir. Riccardo Milani
- (2012) Paolo Borsellino - I 57 giorni, dir. Alberto Negrin – film TV – Paolo Borsellino
- (2013) Adriano Olivetti - La forza di un sogno, dir. Michele Soavi – miniserie TV – Adriano Olivetti
- (2014) Il giudice meschino, dir. Carlo Carlei – miniserie TV
- (2014) Andrea Camilleri - Il maestro senza regole, dir. Claudio Canepari i Paolo Santolini – documental

## Director
- (2000) Gulu — Documental
- (2007) Passa una vela... spingendo la notte più in là —
- (2008) La Sirena -
- (2015) - The Pride - espectacle teatral

## Veu
- (2003) Buscant a Nemo, dir. Andrew Stanton i Lee Unkrich - Veu de Marlin a la versió italiana
- (2006) La Grande Finale, documental oficial de la 2006 FIFA Copa Mundial - narrador

## Teatre
- La Sirena, de la historia "Lighea" de Giuseppe Tomasi di Lampedusa, adaptat por Luca Zingaretti
- Santa Juana de George Bernard Shaw, dir. Luca Ronconi
- Le Previsto commedie en commedia de Giambattista Andreini, dir. Luca Ronconi
- Bent de Martin Sherman, dir. Marco Mattolini
- I villeggianti e la madre de Máximo Gorki, dir. Sandro Sequi
- Venido gocce su pietre roventi de Rainer Werner Fassbinder, dir. Marco Mattolini
- The Fairy Queen de F. Pourcell, dir. Luca Ronconi
- Le tre sorelle de Antón Chéjov, dir. Luca Ronconi
- Assassinio nella cattedrale de T. S. Eliot, dir. Franco Branciaroli
- Titus Andronicus de William Shakespeare, dir. Peter Stein
- Gli ultimi giorni dell'umanità de Karl Kraus, dir. Luca Ronconi
- La pazza di Chaillot de J. Giraudoux, dir. Luca Ronconi
- Crimini del cuore de Betti Henley, dir. Nanni Loy
- Partage de midi de P. Claudel, dir. Franco Però
- Trompe l'oeil de Cagnoni, Camilli, Martelli, dir. Federico Cagnoni
- Maratona di New York d'Edoardo Erba, dir. Edoardo Erba
- Prigionieri di guerra de R. Ackerley, dir. Luca Zingaretti i [Fabio Ferrari
- Line de Al Horowitz, dir. Piero Maccarinelli
- Cannibal de R. Crowe e R. Zaijdlic, dir. Patrick Rossi Gastaldi
- Separazione de Tom Kempinski, dir. Patrick Rossi Gastaldi
- Tre alberghi, dir. Toni Bertorelli
- Confortate il male antico de Gianclaudio Mantovani
- La torre d'avorio de Ronald Harwood, dir. Luca Zingaretti
- The Pride de Alexi Kaye Campbel, dir. Luca Zingaretti[1]

## Premis
- En 2003 Zingaretti fou nomenat cavaller de l'Orde al Mèrit de la República Italiana.
- (2005) Premi David di Donatello pel Millor Actor per Alla luce del suela
- (2005) Premi Karlovy Vary pe millor actor per Alla luce del suela
- (2008) Premi del festival de cine Internacional Black Pearl per Millor Actor per Sanguepazzo
- (2010) Nastro d'argento ("Plata Ribbon") como Millor Actor Secundari per Il figlio più piccolo i La nostra vita.[3]